# Jack Metcalfe
Pour les articles homonymes, voir Metcalfe.
John "Jack" Patrick Metcalfe, né le 3 février 1912 à Wellington, décédé le 16 janvier 1994, était un athlète australien pratiquant le triple saut, le saut en longueur et le lancer du javelot.

## Palmarès

### Jeux olympiques
- Jeux olympiques de 1936 à Berlin,  Allemagne
  -  Médaille de bronze

### Jeux de l'Empire britannique
- Médaille d'or aux Jeux de l'Empire Britannique 1934 à Londres
- Médaille d'or aux Jeux de l'Empire Britannique 1938 à Sydney